# Alastair Campbell (sportowiec)
Alastair Keyon Campbell (ur. 29 maja 1890 w Southampton, zm. 16 czerwca 1943 w Cosham) – angielski trener piłkarski, piłkarz grający na pozycji środkowego obrońcy oraz krykiecista grający na pozycji odbijającego, pochodzenia szkockiego.

## Życiorys
Campbell urodził się w South Stoneham, jako syn szkockich rodziców i kształcił się w King Edward VI Grammar School w Southampton, gdzie był kapitanem drużyny piłkarskiej i krykietowej. Podczas nauki w szkole zagrał dla reprezentacji Anglii amatorów w międzynarodowym meczu z Holandią, co jest jedynym znanym przypadkiem, gdy uczeń reprezentował swój kraj na tym poziomie.

### Krykiet
Campbell był praworęcznym odbijającym. Zadebiutował w pierwszej klasie dla Hampshire County Cricket Club w meczu County Championship sezonu 1908 przeciwko Northamptonshire County Cricket Club. W sezonie 1908 Campbell zagrał w dwóch meczach mistrzostw, w tym w drugim przeciwko Gloucestershire County Cricket Club. Campbell wystąpił jeszcze w pięciu meczach pierwszej klasy dla Hampshire w County Championship sezonu 1909, a jego ostatni występ w pierwszej klasie to mecz przeciwko Northamptonshire.

### Piłka nożna
Jeszcze w szkole został zauważony przez Southampton i dołączył do niego w 1908. Zadebiutował w lidze Southern League w meczu przeciwko Millwall 27 lutego 1909, zmieniając Berta Truemana. We wrześniu 1909 został przekonany do dołączenia do drużyny Samuela Hill-Wooda – Glossop North End. W Glossop pozostał do stycznia 1914, po czym powrócił do Southampton. Jego karierę przerwał jednak wybuch I wojny światowej. W czasie wojny występował gościnnie w West Ham United, a także w Southampton. Mimo że pod koniec wojny otrzymał propozycję dołączenia do West Hamu, zdecydował się pozostać w Southampton, gdzie zaproponowano mu stanowisko dyrektora w firmie zajmującej się importem owoców. Po wznowieniu regularnej ligi piłkarskiej w 1919 stracił miejsce w drużynie na rzecz George'a Bradburna, ale odzyskał je w marcu na resztę sezonu i został kapitanem drużyny. Campbell pozostał w drużynie Świętych do końca sezonu 1925/1926, kiedy to w wieku 36 lat przeszedł do Poole Town. Nie zdołał jednak grać regularnie i po sezonie 1926/1927 zakończył karierę piłkarską.
W kwietniu 1927 Campbell został wybrany na trenera Chesterfield, ale pozostał nim tylko do grudnia. W 25 meczach, które prowadził, Chesterfield odniosło dziewięć zwycięstw i jedenaście porażek. Po odejściu z Chesterfield całkowicie zrezygnował z działalności w futbolu.

### Śmierć
W czasie II wojny światowej służył jako oficer w Królewskiej Artylerii, ale zmarł na zapalenie płuc w Queen Alexandra Hospital w czerwcu 1943. Został skremowany w Southampton Old Crematorium i upamiętniony na pomniku wojennym w South Stoneham Garden of Rest.